# Buďme si vzácní
„Buďme si vzácní“ je charitativní singl Výboru dobré vůle (VDV), nadace Olgy Havlové, na podporu kampaně „Podej pomocnou ruku“. Nahrávka vyšla v roce 1991 na malé desce ve vydavatelství Oldřicha Říhy – P&R.

## Seznam skladeb
| Pořadí         | Název                                | Autor                             | Interpret                                                         | Délka |
| -------------- | ------------------------------------ | --------------------------------- | ----------------------------------------------------------------- | ----- |
| 1.             | Buďme si vzácní                      | P. Vaculík / K. Peteraj – P. Vrba | Gott • Martinová • Grigorov • Žbirka • Semelka • Březinová • TEAM | 5:49  |
| 2.             | Buďme si vzácní (orchestrální verze) | P. Vaculík / K. Peteraj – P. Vrba | Markovič                                                          | 5:49  |
| Celková délka: | Celková délka:                       | Celková délka:                    | Celková délka:                                                    | 11:48 |

## Obsazení
Sólo
- Zpěv – Karel Gott • Věra Martinová • Robo Grigorov • Miroslav Žbirka • Lešek Semelka • Marcela Březinová • skupina TEAM (1všichni)
- Tenorsaxofon – Štěpán Markovič (2)

| Instrumentální doprovod a nástroje - P. P. Project (1-2) (Pozn. Údaje převzaté z oficiálního bookletu hudebního nosiče.) | Produkce a výroba - Produkce – Jiří Brodský • Petr Salava - Hudební režie – Pavel Vitoch • Milan Wolf - Zvuková režie – Petr Podlešák • Blanka Basařová - Design – Karel Aubrecht - Foto – Jiří Antalovský • Jan Pohribný |